# Чорнопільська сільська рада
Чорнопі́льська сільська́ ра́да — адміністративно-територіальна одиниця та орган місцевого самоврядування в Білогірському районі Автономної Республіки Крим. Адміністративний центр — село Чорнопілля.

## Загальні відомості
- Населення ради: 2 046 осіб (станом на 2001 рік)

## Населені пункти
Сільській раді підпорядковані населені пункти:
- с. Чорнопілля
- с. Дозорне
- с. Кизилівка
- с. Ульяновка

## Склад ради
Рада складається з 16 депутатів та голови.
- Голова ради: Гривко Василь Володимирович
- Секретар ради: Станкевич Валентина Сергіївна

### Керівний склад попередніх скликань
| Прізвище, ім'я, по батькові | Основні відомості                                                         | Дата обрання | Дата звільнення |
| --------------------------- | ------------------------------------------------------------------------- | ------------ | --------------- |
| Гривко Василь Володимирович | Сільський голова, 1958 року народження, освіта вища, безпартійний         | 26.03.2006   | 31.10.2010      |
| Гривко Василь Володимирович | Сільський голова, 1958 року народження, освіта вища, член Партії регіонів | 31.10.2010   |                 |

Примітка: таблиця складена за даними сайту Верховної Ради України

### Депутати
За результатами місцевих виборів 2010 року депутатами ради стали:

#### За суб'єктами висування
| Суб'єкт висування | Кількість обраних депутатів | %    |
| ----------------- | --------------------------- | ---- |
| Самовисування     | 10                          | 62,5 |
| Партія регіонів   | 6                           | 37,5 |

#### За округами
| № округу        | Прізвище, ім'я, по батькові    | Дата визнання обраним | Освіта           | Партійна приналежність | Відомості про обраного депутата                                                              |
| --------------- | ------------------------------ | --------------------- | ---------------- | ---------------------- | -------------------------------------------------------------------------------------------- |
| Партія регіонів |                                |                       |                  |                        |                                                                                              |
| 3               | Кучугурная Олена Миколаївна    | 04.11.2010            | вища             | член Партії регіонів   | Чорнопільська загальоноосівітня школа, вчитель                                               |
| 6               | Насташенко Віра Борисівна      | 04.11.2010            | незакінчена вища | позапартійна           | пенсіонер                                                                                    |
| 9               | Касєєва Наталя Миколаївна      | 04.11.2010            | середня          | член Партії регіонів   | Чорнопільська сільська рада, завідувачка клубу                                               |
| 10              | Сурненко Ольга Геннадіївна     | 04.11.2010            | незакінчена вища | член Партії регіонів   | тимчасово не працює                                                                          |
| 12              | Якубов Мустафа Юсуфович        | 04.11.2010            | середня          | позапартійний          | дочірнє коллективнє сільськогосподарське підприємство Ім. Чапаєва, токар                     |
| 16              | Оболонський Георгій Васильович | 04.11.2010            | середня          | член Партії регіонів   | пенсіонер                                                                                    |
| Самовисування   |                                |                       |                  |                        |                                                                                              |
| 1               | Аметова Аліє Салімівна         | 04.11.2010            | незакінчена вища | позапартійна           | Білогірська районна лікарня                                                                  |
| 2               | Акмулаєв Ридван Діляверович    | 04.11.2010            | незакінчена вища | позапартійний          | пенсіонер                                                                                    |
| 4               | Гень Олег Іванович             | 04.11.2010            | середня          | позапартійний          | пенсіонер                                                                                    |
| 5               | Касєєва Олена Миколаївна       | 04.11.2010            | вища             | позапартійна           | Державна податкова інспекція в Білогірському районі, головний державний податковий інспектор |
| 7               | Бадраков Осман Шевкетович      | 04.11.2010            | вища             | позапартійний          | тимчасово не працює                                                                          |
| 8               | Кашка Асан Мамедінович         | 04.11.2010            | вища             | позапартійний          | дочірнє коллективнє сільськогосподарське підприємство Ім. Чапаєва, енергетик                 |
| 11              | Куртнезіров Арсен Рефатович    | 04.11.2010            | незакінчена вища | позапартійний          | приватний підприємець                                                                        |
| 13              | Кафадар Сейаре Ісмаілівна      | 04.11.2010            | середня          | позапартійна           | тимчасово не працює                                                                          |
| 14              | Арсланов Володимир Алійович    | 04.11.2010            | незакінчена вища | позапартійний          | тимчасово не працює                                                                          |
| 15              | Станкевич Валентина Сергіївна  | 04.11.2010            | незакінчена вища | позапартійна           | тимчасово не працює                                                                          |